# Río Elkhorn
El río Elkhorn es un afluente del curso bajo del río Platte, a su vez, afluente del río Misisipi. Se origina en la región conocida como Sandhills en Nebraska, y fluye en dirección sur unos 470 km hasta confluir con el Platte cerca de la ciudad de Omaha.
Fue descubierto por la expedición de Lewis y Clark.